# Play (Album)
Play ist das fünfte Studioalbum des amerikanischen Electronica-Musikers Moby. Es wurde am 17. Mai 1999 von Mute und V2 veröffentlicht. Die Aufnahmen zum Album fanden 1998 in Mobys eigenem Studio in Manhattan, New York City statt. Musikalisch unterscheidet sich das Album vom Alternative Rock geprägten Vorgänger Animal Rights (1996), indem Moby zurück zu seinem ursprünglicheren Electronica-Stil kehrte. Er plante zudem, dass Play sein letztes Album werde.
Während Mobys frühere Werke bei Kritikern und auch wirtschaftlich kaum über die Szene der elektronischen Tanzmusikszene hinaus Erfolg hatten, wurde Play von der Kritik gefeiert und war gleichzeitig ein kommerzieller Durchbruch. Das Album machte Moby einem breiten internationalen Publikum bekannt. Eine Reihe von Singleerfolgen trugen dazu bei, Play zwei Jahre in weltweiten Charts zu halten. Die Lizenzierung der Musik für Filme, Fernsehserien und Werbefilme trug darüber hinaus zu dem großen Erfolg von Play bei. Mit weltweit zwölf Millionen verkauften Kopien ist es das bestverkaufte Electronica-Album aller Zeiten.
In den Jahren 2003 und 2012 war Play auf Position 341 der Liste mit den 500 besten Alben aller Zeiten des Rolling Stone. Es wurde für einen Grammy und einen BRIT Award nominiert, war im Jahr 2000 das erfolgreichste Independent-Album im Vereinigten Königreich und wurde in über 20 Ländern mit Platin ausgezeichnet.

## Hintergrund
In der zweiten Hälfte der 1990er begann Mobys Karriereerfolg in der Technoszene zu schwinden. Die Veröffentlichung von Animal Rights im Jahr 1996, einem düsteren, vielseitigen Gitarrenalbum, beeinflusst von Punk- und Metalalben die er als Jugendlicher hörte, war sowohl kommerziell als auch aus Kritikersicht ein herber Misserfolg. Er überlegte im Anschluss daran, komplett mit der Musik aufzuhören und stattdessen Architektur zu studieren. In einem Interview sagte Moby:

“I was opening for Soundgarden and getting shit thrown at me every night onstage. I did my own tour and was playing to roughly fifty people a night. […] I got one piece of fan mail from Terence Trent D’Arby and I got a phone call from Axl Rose saying he was listening to Animal Rights on repeat. Bono told me he loved Animal Rights. So if you’re gonna have three pieces of fan mail, that’s the fan mail to get.”

„Ich spielte vor Soundgarden und wurde jede Nacht mit Scheiße beworfen. Ich ging selbst auf Tournee und spielte vor etwa 50 Leuten jeden Abend. […] Ich bekam  Fanpost von Terence Trent D’Arby und einen Anruf von Axl Rose, der mir sagte, dass er Animal Rights in der Dauerschleife hört. Bono sagte mir, dass er Animal Rights liebe. Wenn man also drei Fansposts bekommt, dann sollten es diese sein.“

Die Aufnahmen für Play führte Moby 1998 im eigenen Manhattaner Tonstudio durch. Zu dieser Zeit plante er keine weiteren eigenen Alben zu produzieren und seine musikalische Karriere zu beenden. Nach der Fertigstellung versuchte Moby ein Musiklabel für den Vertrieb zu finden. Major-Labels wie Warner, Sony und RCA sagten ihm jedoch ab. Nachdem V2 zusagte, sandte sein Presseagent das Album an Musikjournalisten, von denen es jedoch viele nicht anhören wollten. Der Manager Eric Härle sagte in einem Interview, dass das Ziel des Albums war, 250.000 Kopien zu verkaufen, etwa ebenso viel wie Everything Is Wrong (1995), Mobys erfolgreichstes Album zu jenem Zeitpunkt.

## Komposition
Nach Will Hermes von der Musikzeitschrift Spin war Play „die Höchstmarke für populäre Electronica“ und ein „Meisterwerk der Rootsmusik und des  Blues“. John Bush von Allmusic schrieb, dass das Album Mobys frühen Electronica-Sound mit „der Breakbeat-Technoevolution der 90er“ vermischt. Der Chicago-Sun-Times-Kritiker Jim DeRogatis verwies auf die Einbeziehung solch unterschiedlicher Musik wie dem frühen Blues, Afroamerikanische Folkmusik, Gospel, Hip-Hop, Disco und Techno, „alle im Kontext seiner eigenen eindeutigen melodischen Ambient-Stilrichtungen.“ Das Album war vor allem durch die umfangreiche Verwendung von Samples aus Feldaufnahmen von Alan Lomax’ 1993er Boxset Sounds of the South: A Musical Journey from the Georgia Sea Islands to the Mississippi Delta geprägt. Moby stieß auf die Kollektion durch einen Freund, der ihm die CDs lieh. Die meisten Samples waren kurz und wurden in den Liedern regelmäßig wiederholt. Beispielsweise nutzte Honey ein Sample von der Folk- und Gospelsängerin Bessie Jones, das aus einer Kombination von vier Versen bestand, die über zwanzigmal wiederholt wurde. In den Liner Notes für das Album bedankte sich Moby „ganz besonders bei den Lomaxes und allen Archivaren und Musikhistorikern, deren Feldaufnahmen diese Platte möglich machten.“

## Veröffentlichung und Promotion

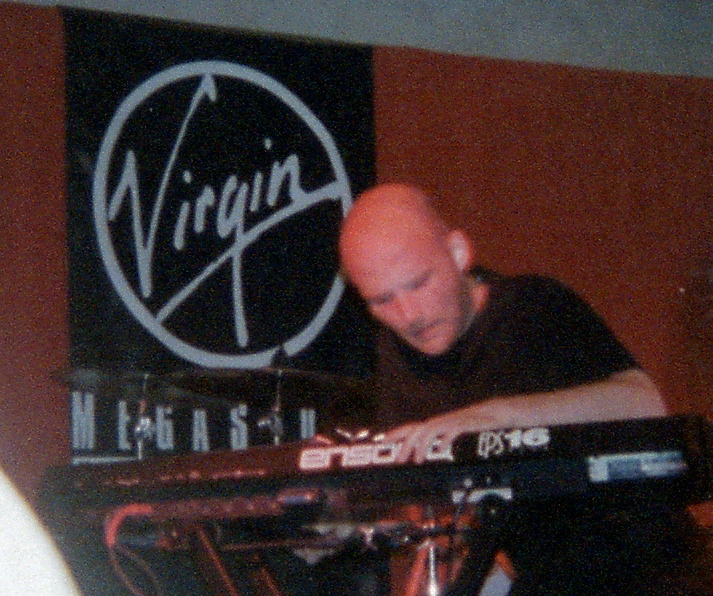
Moby beim Auftritt am Union Square, 1999

Zum Erscheinen von Play am 17. Mai 1999 schnitt es kommerziell unterdurchschnittlich ab. Im Vereinigten Königreich stieg es auf Position 33 der britischen Albumcharts ein, doch die Verkäufe waren in den folgenden Wochen rückläufig, womit das Album nach fünf Wochen wieder aus den Charts fiel. In einem Kommentar zur Veröffentlichung von Play sagte Moby:

“First show that I did on the tour for Play was in the basement of the Virgin Megastore in Union Square. Literally playing music while people were waiting in line buying CDs. Maybe forty people came.”

„Die erste Show, die ich auf der Tournee für Play spielte, war im Keller des Virgin Megastores am Union Square. Ich spielte buchstäblich Musik, während die Leute in der Warteschlange standen und CDs kauften. Vielleicht kamen 40 Leute.“

Trotz positiver Rezensionen des Albums wurden Stücke des Albums von Radio- oder Fernsehsendern wie MTV kaum gespielt. Während der geringe Airplay die kommerziellen Aussichten des Albums weiter schmälerte, fanden Moby und sein Plattenlabel bald einen anderen Weg, das Album in der Öffentlichkeit bekannter zu machen, indem sie Rechte an den Songs an Filmproduktionen, Fernsehserien und Werbefilme vergaben. Laut Moby war das Ziel hinter der Lizenzierung von Play „einfach, die Leute dazu zu bringen, die Musik zu hören“, und er fügte hinzu: „Die meisten Lizenzen waren nicht besonders lukrativ, aber sie ermöglichten es den Leuten, die Musik zu hören, weil sonst die Platte nicht gehört wurde.“ Laut seinem Manager Eric Härle glaubten zwar viele Leute, dass die Lieder als Teil der Marketingkampagne für ein Album dienten, das nicht zum Mainstream-Radio passte, doch die Lizenzierung kam eigentlich dadurch zustande, dass Agenturen um die Erlaubnis baten, die Musik als Klangbett zu verwenden, was der suggestiven und emotionalen Natur der Musik zugeschrieben wurde. Trotz der starken Lizenzierung wurden die ausgewählten Anzeigen dennoch sorgfältig ausgewählt und mehr Anfragen abgelehnt als angenommen.
Der Lizensierungsansatz erwies sich als Erfolg, indem er den Bekanntheitsgrad von Play steigerte und in der Folge Radiostationen und MTV häufiger Lieder des Albums spielten. Am 15. Januar 2000 stieg das Album wieder in die britischen Charts ein, kletterte langsam auf die ersten Plätze und erreichte am 15. April 2000 Platz eins. Für den Rest des Jahres hielt sich das Album in den Charts und wurde mit einer Gesamtsumme von 81 Wochen das fünft meistverkaufte Album des Jahres 2000 im Vereinigten Königreich. Bis Oktober 2000 hatte Play in 17 Ländern Platin erhalten und war in sieben Ländern an der Spitze der Charts. Obwohl das Album nur Platz 38 auf den Billboard-200-Charts erreichte, wurden in den Vereinigten Staaten über zwei Millionen Exemplare verkauft und das Album erfreute sich monatelang anhaltender Verkaufszahlen und stetiger Beliebtheit. Moby sagte später:

“Almost a year after it came out in 2000 I was opening up for Bush on an MTV Campus Invasion Tour. It was degrading for the most part. Their audience had less than no interest in me. February in 2000, I was in Minnesota, I was depressed and my manager called me to tell me that Play was number one in the UK, and had beat out Santana's Supernatural. I was like, 'But the record came out 10 months ago.' That’s when I knew, all of a sudden, that things were different. Then it was number one in France, in Australia, in Germany—it just kept piling on. […] The week Play was released, it sold, worldwide around 6,000 copies. Eleven months after Play was released, it was selling 150,000 copies a week. I was on tour constantly, drunk pretty much the entire time and it was just a blur. And then all of a sudden movie stars started coming to my concerts and I started getting invited to fancy parties and suddenly the journalists who wouldn’t return my publicist’s calls were talking about doing cover stories. It was a really odd phenomenon.”

„Fast ein Jahr, nachdem es 2000 herauskam, spielte ich vor Bush auf einer MTV-Campus-Invasion-Tournee. Es war erniedrigend. Ihr Publikum hatte kein Interesse an mir. Februar 2000, ich war in Minnesota, war ich niedergeschlagen und mein Manager rief mich an, um mir zu sagen, dass Play die Nummer eins in Großbritannien war und Santanas Supernatural geschlagen hatte. Ich dachte: ‚Aber die Platte kam vor zehn Monaten raus.‘ Da wusste ich plötzlich, dass die Dinge anders waren. Dann war es die Nummer eins in Frankreich, in Australien, in Deutschland – es wurde immer mehr. Die Woche, in der Play erschien, verkaufte es sich weltweit etwa 6000 Mal. Elf Monate nach der Veröffentlichung von Play verkaufte es sich 150.000 Mal pro Woche. Ich war ständig auf Tournee, habe die ganze Zeit über ziemlich viel getrunken und es war nur verschwommen. Und dann kamen plötzlich Filmstars zu meinen Konzerten und ich wurde auf schicke Partys eingeladen und plötzlich sprachen die Journalisten, die zuvor nicht mehr zurückriefen, über Titelgeschichten. Es war ein wirklich seltsames Phänomen.“

Play fand seine großen Stärke auch auf der Basis seiner beachtlichen acht Hit-Singles, eine beispiellose Leistung für ein Electronica-Album. Sieben dieser Singles waren in den britischen Top 40 Charts. Honey, die erste Single, war bereits im August 1998, also fast zehn Monate vor der Veröffentlichung des Albums, auf dem Markt. Die letzte Single war Find My Baby, die dreieinhalb Jahre später in einigen nationalen Charts erschien. Zwölf Musikvideos wurden für insgesamt acht verschiedene Singles in Auftrag gegeben, die von zahlreichen Regisseuren produziert wurden, darunter Jonas Åkerlund (Porcelain), Roman Coppola (Honey), Joseph Kahn (South Side) und David LaChapelle (Natural Blues). Das Ergebnis der Marketingstrategie war, dass das Album nach einem unauffälligen Debüt mehrere Jahre in den Charts verharrte und die Verkaufsprognosen für Moby und die Dance-Musikszene weit übertraf – auch in den Vereinigten Staaten, wo Dance (im Vergleich zu Europa, wo Moby anfänglich Erfolg verbuchte) in den 1990er Jahren nicht als ein kommerziell herausragendes Genre galt.

## Rezeption
Play wurde von Kritikern mit großem Lob bedacht. Bei Metacritic, das eine normierte Bewertung auf Rezensionen von Mainstream-Kritikern vergibt, erhielt das Album eine Durchschnittsbewertung von 84/100, basierend auf 20 Rezensionen. In The Village Voice sagte Robert Christgau, dass die gesampelten Aufnahmen des Albums ohne Mobys Arbeit „nicht annähernd so laut und klar schreien“ würden und „seine Grooves, sein Tempo, seine Strukturen, seine Harmonien, manchmal seine Melodien und vor allem seine Grooves, die nicht nur Dance-Musik, sondern die gesamte Rock-Tradition, in der sie enthalten sind, ehren.“ Er empfand das Album „nicht fokussierter“ als Mobys früheres „brillantes Chaos“, aber immer noch „eine jener Platten, deren Drang zur Ästhetik jeden bewegen sollte, der einfach nur Musik mag.“ Allmusics John Bush meinte, dass Play Mobys „außergewöhnlich frühen Sound mit der Breakbeat-Techno-Evolution der 90er Jahre in Einklang bringt.“ Barry Walters vom Rolling Stone schrieb: „Die Ebbe und Flut von achtzehn prägnanten, kontrastreichen Teilstücken schreibt eine Geschichte über Mobys wunderbar hin- und hergerissene Innenwelt, während er dem äußeren Planeten Beats und Melodien gibt, auf denen er groovt.“ David Browne, der für die Entertainment Weekly schreibt, sagte, dass Mobys anmutige Klangwelten den antiquierten Sound der Originalaufnahmen herausfiltern und „die Herzensschmerzen und Hoffnungen der Sänger wieder frisch erscheinen lassen.“ Der Pitchfork-Kritiker Brent DiCrescenzo glaubte in einer durchwachsenen Kritik, dass die „rohe Anziehungskraft“ der gesampelten Aufnahmen durch „digitale Aufnahmetechniken“ verloren gegangen sei, was zu Musik führte, die „lustig und zweckmäßig, aber dennoch entbehrlich“ ist.
Ende 1999 wurde Play in der „Pazz & Jop“, einer jährlichen Umfrage amerikanischer Musikkritiker, die in der Village Voice veröffentlicht wurde, zum besten Album des Jahres gekürt. Christgau, der Organisator der Umfrage, setze das Album auf den zweiten Platz seiner eigenen Liste zum Jahresende. Im folgenden Jahr wurde das Album bei den 42. Grammy Awards für das beste Alternative Album nominiert. Seitdem wurde es immer wieder als eines der besten Alben aller Zeiten bezeichnet; laut Acclaimed Music ist es das 316. bestplatzierte Album unter den Bestenlisten von Kritikern. NPR nannte Play eines der 300 wichtigsten amerikanischen Alben des 20. Jahrhunderts, bestimmt von den Nachrichten- und Kulturredakteuren, prominenten Kritikern sowie Musikwissenschaftlern des Netzwerks. Es belegte auch Platz 341 auf Rolling Stones 2003 und 2012 Listen der 500 besten Alben aller Zeiten. Im Jahr 2005 wählte ein Gremium von Fachleuten der Musikindustrie, das vom britischen Fernsehsender Channel 4 zusammengestellt wurde, Play zum 63. besten Album aller Zeiten. Es ist auch in dem Buch 1001 Albums You Must Hear Before You Die von Robert Dimery enthalten.

## Nachbetrachtung
Laut Rolling Stone war „Play nicht das erste Album, das aus einem inselartigen Techno-Nerdnik einen Rockstar machte, aber es war das erste, das eine Pop-Sensation hervorbrachte. […] Play hat die Postmoderne kuschelig gemacht und langsam aber sicher einen Nerv bei Kritikern und Plattenhändlern getroffen.“ Laut dem Wired-Magazin wurden die Songs auf Play – das als erstes Album überhaupt alle seine Lieder für den Einsatz in Filmen, Fernsehserien oder Werbespots lizenziert hatte – „hunderte Male verkauft… ein Lizenzgeschäft, das so umwerfend lukrativ war, dass das Album Monate bevor es seine Multi-Platinumsätze erreichte, finanziell erfolgreich war.“ In einer Retrospektive für Wondering Sound schrieb 2011 Robert Christgau:

“Although some techno futurists still disparage the gorgeous Play, it qualified as a futurist work simply by redefining the concept of „commercial.“ Clubs would never take a CD mega, and no way could these anonymously sung tracks crack any hit-based radio format. So Moby’s handlers swamped the mass market through the side door, placing swatches of all 18 songs (most many times) on movie and TV soundtracks and in ads for the likes of Volkswagen, Baileys Irish Cream and American Express. FM exposure followed. But the main reason this album will sound familiar the way Beethoven’s Ninth does to a classical ignoramus is that little bits of it have seeped into most Americans' brains.”

„Obwohl einige Techno-Futuristen das prächtige Play noch immer verachten, hat es sich als zukunftsweisendes Werk qualifiziert, indem es das Konzept des „Kommerziellen“ neu definiert hat. Clubs würden nie eine erfolgreiche CD spielen und es gibt keine Möglichkeit, dass diese, von Unbekannten gesungenen Lieder, in irgendeinem Hit-basierten Radioformat zu hören sind. So überfluteten Mobys Helfer den Massenmarkt durch die Seitentür und platzierten in Film- und Fernsehsoundtracks sowie in Werbespots für Volkswagen, Baileys Irish Cream und American Express, die 18 Lieder (die meistens mehrmals). Es folgten Radioausstrahlungen. Aber der Hauptgrund, warum dieses Album so vertraut klingen wird, wie Beethovens Neunte für einen Klassikignoranten, liegt darin, dass es den meisten Amerikanern in die Gehirne gesickert ist.“

In einem Interview mit dem Rolling Stone hat die englische Singer-Songwriterin Adele außerdem Play als großen Einfluss auf ihr 2015er Album 25 genannt:

“There’s something that I find really holy about that Play album... The way it makes me feel. Even though there’s nothing holy or preachy about it. There’s just something about it – maybe the gospel samples. But it makes me feel alive, that album, still. And I remember my mum having that record.”

„Es gibt etwas, das ich wirklich heilig finde an diesem Play-Album… Wie ich mich dabei fühle. Auch wenn es nichts Heiliges und Predigendes gibt. Da ist einfach etwas dran – vielleicht die Gospel-Samples. Aber ich fühle mich lebendig, dieses Album, immer noch. Und ich erinnere mich, dass meine Mutter diese Platte hatte.“

## Titel
| Nr.          | Titel                          | Länge |
| ------------ | ------------------------------ | ----- |
| 1.           | Honey                          | 3:27  |
| 2.           | Find My Baby                   | 3:58  |
| 3.           | Porcelain                      | 4:01  |
| 4.           | Why Does My Heart Feel So Bad? | 4:23  |
| 5.           | South Side                     | 3:48  |
| 6.           | Rushing                        | 2:58  |
| 7.           | Bodyrock                       | 3:34  |
| 8.           | Natural Blues                  | 4:12  |
| 9.           | Machete                        | 3:36  |
| 10.          | 7                              | 1:00  |
| 11.          | Run On                         | 3:44  |
| 12.          | Down Slow                      | 1:32  |
| 13.          | If Things Were Perfect         | 4:16  |
| 14.          | Everloving                     | 3:24  |
| 15.          | Inside                         | 4:46  |
| 16.          | Guitar Flute & String          | 2:07  |
| 17.          | The Sky Is Broken              | 4:16  |
| 18.          | My Weakness                    | 3:37  |
| Gesamtlänge: | Gesamtlänge:                   | 63:12 |

Verwendete Samples

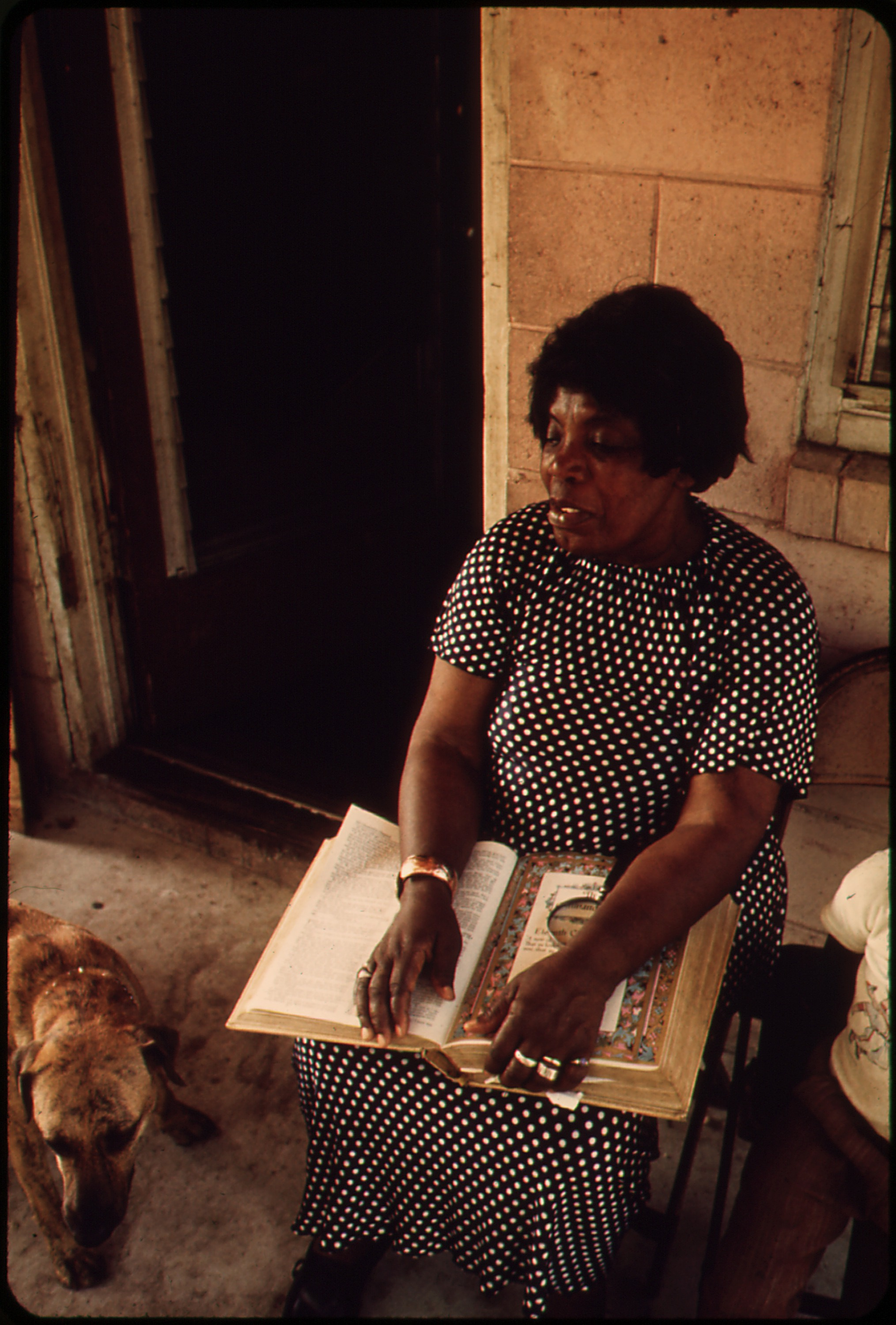
Bessie Jones’ Lied Sometimes wird im Eröffnungstrack des Albums gesampelt

- Honey sampelt Sometimes von Bessie Jones
- Find My Baby sampelt Joe Lee's Rock von Boy Blue
- Bodyrock sampelt Love Rap von Spoonie Gee und den Treacherous Three
- Natural Blues sampelt Trouble So Hard von Vera Hall
- Run On sampelt Run on for a Long Time von Bill Landford und The Landfordairs

## Besetzung
Die personelle Besetzung des Albums ergibt sich wie folgt:

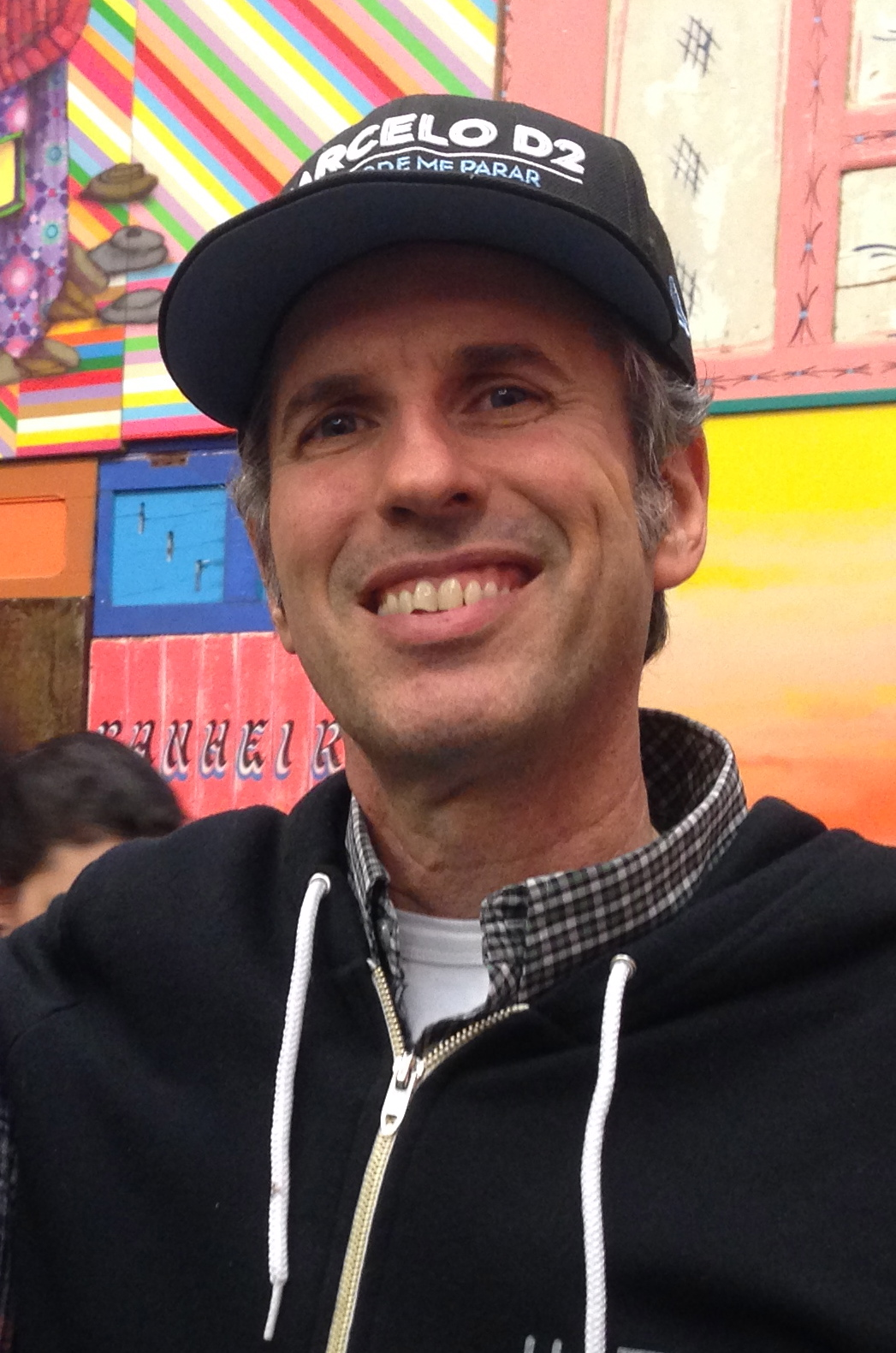
Mario Caldato Jr., 2014

- Moby – Tontechnik, Abmischung, Produzent, Songwriting, Instrumente, Gesang bei den Liedern Porcelain, South Side, Machete, If Things Were Perfect, und The Sky Is Broken
- Pilar Basso – weiterer Gesang bei Porcelain
- Mario Caldato Jr. – Abmischung bei Honey
- Nikki D – weiterer Gesang bei Bodyrock
- Graeme Durham – Mastering
- I Monster – Abmischung bei Natural Blues
- Reggie Matthews – weiterer Gesang bei If Things Were Perfect
- The Shining Light Gospel Choir – weiterer Gesang bei Why Does My Heart Feel So Bad?
- Ysabel zu Innhausen und Knyphausen – Artworkdesign
- Corinne Day – Fotografie

## Kommerzieller Erfolg

### Chartplatzierungen
| ChartsChartplatzierungen       | Höchstplatzierung | Wochen |
| ------------------------------ | ----------------- | ------ |
| Deutschland (GfK)              | 21 (68 Wo.)       | 68     |
| Österreich (Ö3)                | 7 (13 Wo.)        | 13     |
| Schweiz (IFPI)                 | 12 (76 Wo.)       | 76     |
| Vereinigte Staaten (Billboard) | 38 (94 Wo.)       | 94     |
| Vereinigtes Königreich (OCC)   | 1 (83 Wo.)        | 83     |

| ChartsJahrescharts (2000) | Platzierung |
| ------------------------- | ----------- |
| Deutschland (GfK)         | 37          |
| Schweiz (IFPI)            | 23          |

### Auszeichnungen für Musikverkäufe
| Land/Region                  | Auszeichnungen für Musikverkäufe (Land/Region, Auszeichnung, Verkäufe) | Verkäufe    |
| ---------------------------- | ---------------------------------------------------------------------- | ----------- |
| Australien (ARIA)            | 4× Platin                                                              | 280.000     |
| Belgien (BRMA)               | 2× Platin                                                              | (100.000)   |
| Dänemark (IFPI)              | Gold                                                                   | (25.000)    |
| Deutschland (BVMI)           | Gold                                                                   | (250.000)   |
| Europa (IFPI)                | 4× Platin                                                              | 4.000.000   |
| Frankreich (SNEP)            | Diamant                                                                | (1.000.000) |
| Griechenland (IFPI)          | Gold                                                                   | (15.000)    |
| Irland (IRMA)                | 6× Platin                                                              | (90.000)    |
| Italien (FIMI)               | 2× Platin (2000) · + Gold (2022)                                       | (225.000)   |
| Kanada (MC)                  | 3× Platin                                                              | 300.000     |
| Neuseeland (RMNZ)            | 7× Platin                                                              | 105.000     |
| Niederlande (NVPI)           | 2× Platin                                                              | (160.000)   |
| Norwegen (IFPI)              | Platin                                                                 | (50.000)    |
| Österreich (IFPI)            | Gold                                                                   | (25.000)    |
| Schweden (IFPI)              | Platin                                                                 | (80.000)    |
| Schweiz (IFPI)               | 3× Gold                                                                | (75.000)    |
| Vereinigte Staaten (RIAA)    | 2× Platin                                                              | 2.000.000   |
| Vereinigtes Königreich (BPI) | 6× Platin                                                              | (1.800.000) |
| Insgesamt                    | 6× Gold · 41× Platin · 1× Diamant ·                                    | 6.685.000   |

## Weitere Veröffentlichungen

### Play: The B Sides
Ende 2000 wurde Play als „Special Edition“ mit dem Titel Play: The B Sides neu aufgelegt, inklusive einer zusätzlichen CD mit B-Seitentiteln (die 2004 auch separat veröffentlicht wurde). Außerdem wurde das Lied South Side, gesungen als Duett mit No-Doubt-Frontfrau Gwen Stefani, als Single veröffentlicht (Mobys einziges Lied, das jemals in den Billboard Hot 100 erschien und auf Platz 14 seinen Höhepunkt erreichte). Dank des Musikvideos und dem intensiven Airplay trug das Lied dazu bei, den Erfolg des Albums noch weiter zu steigern. Später wurde Play mit der neuen South-Side-Single neu aufgelegt, bei dem Stefanis Version das Original ersetzte. Andere Editionen hatten eine zusätzliche CD mit der neueren Version des Songs in derselben Verpackung eingeschweißt. Die Originalversion wurde auf der amerikanischen Ausgabe von Go – The Very Best of Moby Kompilation wiederveröffentlicht.
Moby erläutert: „The B Sides ist eine Sammlung von Songs, die nicht ganz passend für Play waren, die ich aber immer noch so liebe, dass ich sie als B-Seiten veröffentlichen wollte. Einige dieser Songs sind vielleicht nicht sofort zugänglich, aber ich finde sie (unbescheiden) alle ganz besonders.“ Einige Lieder des Albums sind den Titeln von Play ähnlich. Sie wurden von AllMusics John Bush als schwächer kritisiert, der dem Album drei von fünf Sternen gab. Moby erkannte dies und gab sogar zu, dass die Lieder, wenn nicht der überwältigende Erfolg von Play stattgefunden hätte, keine breite Veröffentlichung bekommen hätten. Neva Chonin vom Rolling Stone gab dem Album dreieinhalb Sterne und schrieb, dass es „mehr ein meditatives Klanggedicht“ sei als ein Meisterwerk, das Play war.
| Nr.          | Titel                       | Länge |
| ------------ | --------------------------- | ----- |
| 1.           | Flower                      | 3:25  |
| 2.           | Sunday                      | 5:03  |
| 3.           | Memory Gospel               | 6:42  |
| 4.           | Whispering Wind             | 6:02  |
| 5.           | Summer                      | 5:58  |
| 6.           | Spirit                      | 4:08  |
| 7.           | Flying Foxes                | 6:16  |
| 8.           | Sunspot                     | 6:49  |
| 9.           | Flying Over the Dateline    | 4:47  |
| 10.          | Running                     | 7:05  |
| 11.          | The Sun Never Stops Setting | 4:19  |
| Gesamtlänge: | Gesamtlänge:                | 60:34 |

Die folgenden B-Seiten wurden nicht in der Kompilation veröffentlicht:
- Ain't Never Learned von der Single South Side
- Arp von der Single Bodyrock
- Down Slow (Full Length Version) von der Single Run On (Extended)
- Micronesia von der Single Honey
- Princess von der Single Why Does My Heart Feel So Bad?
- Sick in the System von der Single Natural Blues

### Play: The DVD
Eine DVD mit dem Titel Play: The DVD erschien als Begleitung zum Album. Enthalten sind die meisten Musikvideos von Play (außer South Side), ein 88-minütiger „Mega Mix“ aller Remixe des Albums (begleitet von Grafiken), ein Auftritt bei Later with Jools Holland, ein Tourneetagebuch von Moby mit dem Titel Give an Idiot a Camcorder und eine DVD-ROM-Komponente, mit der die Benutzer zwei Lieder von Moby neumischen können (die DVD enthält auch eine separate CD mit dem „Mega Mix“ auf einer einzelnen Spur). Die DVD wurde von Moby und Jeff Rogers produziert und war 2002 für einen Grammy Award in der Kategorie „Best Long Form Music Video“ nominiert.